# Ibiza (film, 2018)
Pour les articles homonymes, voir Ibiza.
Pour plus de détails, voir Fiche technique et Distribution.
Ibiza est un film américain réalisé par Alex Richanbach, sorti en 2018 sur la plateforme Netflix.

## Synopsis
En voyage d'affaires à Barcelone, Harper a emmené ses deux meilleures amies. Son coup de foudre pour un DJ britannique les propulse dans une folle aventure jusqu'à Ibiza.

## Fiche technique
- Titre original : Ibiza
- Réalisation : Alex Richanbach
- Scénario : Lauryn Kahn
- Production : Will Ferrell, Adam McKay, Nathan Kahane, Kevin Messick
- Pays d'origine :  États-Unis
- Langue originale : anglais
- Durée : 94 minutes
- Date de sortie : 
  - Netflix (sortie simultanée dans plusieurs pays) : 25 mai 2018

## Distribution
- Gillian Jacobs (VF : Marie Chevalot) : Harper
- Vanessa Bayer : Nikki
- Phoebe Robinson (VF : Fily Keita) : Leah
- Richard Madden (VF : Stéphane Fourreau) : Leo West
- Michaela Watkins (VF : Marie-Madeleine Burguet-Le Doze) : Sarah
- Félix Gómez Hernández (VF : Marc Saez) : Diego
- Jordi Mollà (VF : Diego Asensio) : Hernando
- Augustus Prew (VF : Fabrice Trojani) : Miles
- Anthony Welsh (VF : Hervé Grull) : Peter
- Humphrey Ker : James
- Miguel Ángel Silvestre : Manny
- Anjela Nedyalkova : Custodia